# Los Balbases
Los Balbases település Spanyolországban, Burgos tartományban. Los Balbases Iglesias, Tamarón, Villaldemiro, Villaquirán de los Infantes, Villazopeque, Belbimbre, Villaverde-Mogina, Revilla Vallejera, Vallejera, Castrojeriz és Villaquirán de la Puebla községekkel határos. Lakosainak száma 302 fő (2024).

## Népesség
A település népessége az utóbbi években az alábbiak szerint változott:
| Lakosok száma | 358  | 348  | 346  | 373  | 343  | 504  | 468  | 324  | 321  | 302  |
|               | 2001 | 2004 | 2006 | 2009 | 2011 | 2014 | 2016 | 2019 | 2021 | 2024 |